# Курчумский район
Курчумский район (каз. Күршім ауданы) — район на востоке Восточно-Казахстанской области в Казахстане. Административный центр района — село Курчум.

## География
Район граничит на севере с Катон-Карагайским, на западе — с Самарским, на юго-западе — с Тарбагатайским, на юге — с Зайсанским районами Восточно-Казахстанской области, на востоке — с Синьцзян-Уйгурским автономным районом Китая.
Климат резко континентальный. Средние температуры января — −14…-18 °C, июля — 17…22 °C. Среднегодовое количество атмосферных осадков на равнинах — 200—400 мм, в горах — 500—700 мм.
Рельеф территории района в основном горный, кроме крайней юго-западной равнинной части, находящейся в Зайсанской котловине. На востоке районе расположены горные хребты Алтая — Курчумский (с наивысшей точкой района — горой Аксубас высотой в 3 305 м), Азутау и Сарымсакты, на северо-западе — Нарымский хребет.
Почвы района горно-каштановые и горно-чернозёмные.
Речная сеть представлена реками бассейна Иртыша. Река Курчум пересекает район с востока на запад и впадает в Бухтарминское водохранилище. Вдоль южной границы района протекает Чёрный Иртыш с правыми притоками Аккоба, Арасанкоба, Верхний Теректи, Средний Теректи, Нижний Теректи, Калжыр. С запада район омывается Бухтарминским водохранилищем на Иртыше. На юго-западе примыкает к озеру Зайсан. На востоке района в Маркакольской впадине, окружённой горами Курчумского хребта и хребта Азутау, расположено горное озеро Маркаколь (высота поверхности озера — 1 447 м над уровнем моря). В западной и южной частях района имеется множество мелких бессточных солёных озёр, таких как Кемирколь.
Бо́льшую часть озера Маркаколь и окрестности занимает Маркакольский заповедник. Флора заповедника включает более 700 видов высших растений, 10 из которых занесены в Красную книгу Казахстана. Представлены 55 видов млекопитающих, среди которых выделяется снежный барс, занесённый в Красную книгу Казахстана. В начале XX века отмечен красный волк. Встречаются 250 видов птиц. Обитают 4 вида рыб, эндемичных на подвидовом уровне.

## История
Курчумский район образован 17 января 1928 года из Алтайско-Курчумской, Нарымской, части Тимофеевской волостей Бухтарминского уезда, части Буконьской волости Усть-Каменогорского уезда, частей Дарственной и Нарымской волостей Зайсанского уезда.
2 января 1963 года в состав Курчумского района передана территория упразднённого Маркакольского района. 31 декабря 1964 года Маркакольский район восстановлен.
23 мая 1997 года в состав района включена территория упразднённого Маркакольского района.

## Население
Национальный состав (на начало 2019 года):
- казахи — 22 235 чел. (91,34 %)
- русские — 1 955 чел. (8,03 %)
- татары — 48 чел. (0,20 %)
- немцы — 30 чел. (0,12 %)
- уйгуры — 17 чел. (0,07 %)
- украинцы — 11 чел. (0,05 %)
- другие — 47 чел. (0,19 %)
- Всего — 24 343 чел. (100,00%)

## Административно-территориальное деление
Курчумский район делится на 12 сельских округов, в которых находится 53 сельских населённых пункта:
| Сельский округ              | Население, чел. (2009) | Населённые пункты |
| Абайский сельский округ     | 1 603                  | село Бурабай, село Теректыбулак, село Койтас, аул Таскайын                                                                       |
| Акбулакский сельский округ  | 738                    | аул Акбулак, аул Алтай, аул Терскей-Бокенбай, аул Кунгей-Бокенбай                                                                |
| Балыкшинский сельский округ | 1 224                  | село Аксуат, село Аманат, село Жолнускау                                                                                         |
| Бурановский сельский округ  | 2 901                  | село Боран, село Жанааул, село Казахстан, аул Жиделы, аул Игилик                                                                 |
| Калгутинский сельский округ | 1 088                  | село Каратогай, село Акчий, аул Егиндыбулак, село Жылытау                                                                        |
| Калжырский сельский округ   | 2 543                  | аул Калжыр, село Правый Усть-Кальжыр, село Такыр, село Шенгельды                                                                 |
| Куйганский сельский округ   | 1 462                  | село Куйган, село Кайынды, аул Кайнар, аул Карабулак, село Чердояк                                                               |
| Курчумский сельский округ   | 10 202                 | село Курчум, аул Алгабас, село Дынгек, село Топтерек                                                                             |
| Маралдинский сельский округ | 1 667                  | аул Маралды, аул Ушбулак, село Курчумкистауы                                                                                     |
| Сарыоленский сельский округ | 2 244                  | аул Сарыолен, село Барак батыра, село Бирлик                                                                                     |
| Теректинский сельский округ | 5 124                  | село Теректы, аул Акжайлау, село Карашилик, село Караой, аул Кайнарлы, село Булгартабыты, аул Мойылды, село Тентек, село Матабай |
| Тоскаинский сельский округ  | 1 171                  | аул Тоскаин, село Урунхайка, аул Шаганатты, аул Бугумуюз, аул Балыктыбулак                                                       |

## Археология
- Бокен (курганы)